# Daniel Astrain
Daniel Astrain Egozkue (Pamplona, 29 marzo 1948) è un ex calciatore spagnolo.

## Carriera

### Club
Cresciuto con l'Oberena, viene acquistato dall'Athletic Bilbao, che lo fa esordire con la squadra riserve nella stagione 1969-1970. Due anni dopo viene promosso in prima squadra, debuttando in Primera División spagnola il 16 gennaio 1972 nella partita Espanyol-Athletic (1-2). Milita quindi per otto stagioni con i rojiblancos, disputando 222 partite (182 in campionato) e vincendo una Coppa di Spagna.
Conta una presenza con la Selezione di calcio dei Paesi Baschi.

## Palmarès

### Club

#### Competizioni nazionali
- Coppa di Spagna: 1

Athletic Bilbao: 1972-1973